# صومعه شوغاکات مقدس (چاهوک)
صومعه شوغاکات مقدس (چاهوک) (ارمنی: Սուրբ Շողակաթ վանք؛ ) یک صومعه متعلق به کلیسای حواری ارمنی واقع در شهر چاهوک، جمهوری خودمختار نخجوان جمهوری آذربایجان می‌باشد. ساخت و ساز این ساختمان در سال‌های ۱۳۲۵-۱۳۳۰ میلادی؛ به پایان رسید. این بنا به سبک معماری ارمنی طراحی شده‌است.